# 萨尔玛那萨尔四世
萨尔玛那萨尔四世（英語：Shalmaneser IV）（？—前773年），新亚述时期亚述国王（公元前783年—公元前773年在位)，继承父亲阿达德尼拉里三世的王位，他对乌拉尔图用兵。他统治时期，贵族影响力越来越大，特别是军队统帅的干预，使他权力严重削弱。
| 前任： 阿达德尼拉里三世 | 亚述国王 前783年－前773年 | 繼任： 亞述-丹三世 |